# Sjarhej Kazeka
Sjarhej Vasilevič Kazeka (in bielorusso Сяргей Васілевіч Казека?; Baranavičy, 17 settembre 1986) è un allenatore di calcio ed ex calciatore bielorusso, di ruolo centrocampista, tecnico del Krumkačy Minsk.

## Carriera

### Club
Ha giocato nella massima serie dei campionati bielorusso e lettone.

## Palmarès

### Club
- Coppa di Bielorussia: 2

Homel': 2010-2011
Minsk: 2012-2013
- Supercoppa di Bielorussia: 1

Homel': 2012
- Campionato lettone: 2

Spartaks Jūrmala: 2016, 2017